# William Gopallawa
William Gopallawa (em cingalês:  විලියම් ගොපල්ලව em tâmil:  விலியம் கோபள்ளவா,  17 de setembro de 1896 – 31 de janeiro de 1981) foi o último Governador-geral do Ceilão entre 1962 e 1972, quando o Domínio do Ceilão ainda era um reino da Commonwealth.
Quando o Ceilão se tornou uma república em 1972, tornou-se automaticamente no primeiro Presidente Não Executivo do Sri Lanka. Em 1978, quando o Primeiro-Ministro Junius Richard Jayewardene introduziu uma nova constituição, os poderes executivos foram transferidos do cargo de Primeiro-Ministro para o Presidente. William Gopallawa passou então a exercer parte das suas funções, e Jayewardene tornou-se o segundo Presidente do Sri Lanka.
Gopallawa era conhecido por ser austero e não-partidário.